# Moviment d'Alliberament Nacional Basc

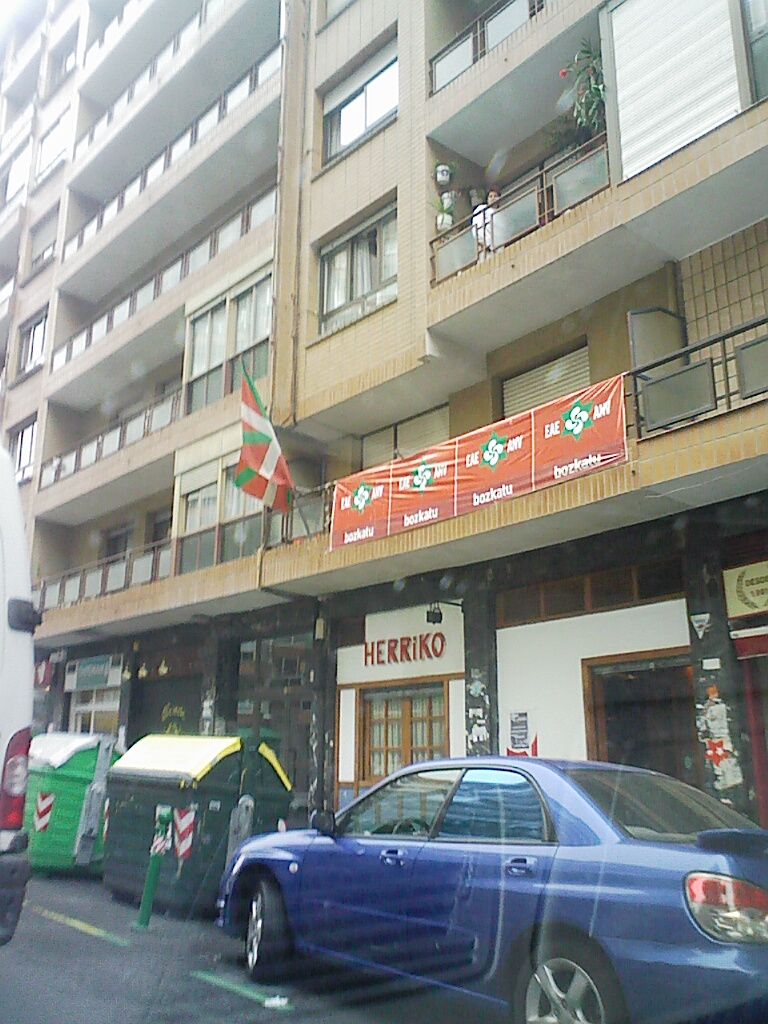
Herriko Taberna de Bilbao exhibint la llista il·legalitzada d'ANB a les eleccions municipals de 2007

Moviment d'Alliberament Nacional Basc (en basc: Euskal Nazio Askapenerako Mugimendua) és el terme que fa referència al conglomerat d'organitzacions de caràcter social, polític, sindical i militar que propugnen, conjuntament, la independència i el socialisme al País Basc. Hi ha una àmplia varietat d'organitzacions que tenen diferents nivells de vinculació a l'espai polític abertzale d'esquerres. El mot es va popularitzar els anys 80 i 90.
El MANB ha patit des de finals de la dècada del 1990 una persecució judicial que ha portat a la presó molts dels seus dirigents i ha il·legalizat moltes de les organitzacions, però no totes. Generalment les accions judicials eren a causa de la connexió amb els lligams directes entre el grup armat Euskadi Ta Askatasuna (ETA) i moltes d'aquestes organitzacions, així com l'exaltació o apologia de les accions armades d'ETA, que el MANB es negava a condemnar.
Totes elles s'aplegaven políticament al voltant de la coalició Herri Batasuna (HB), creada el 1979 i que després canvià el nom pel d'Euskal Herritarrok (EH) i Batasuna. Les altres organitzacions que formen part del moviment són:
- Partits polítics:
  - Acció Nacionalista Basca (ANB), partit polític abertzale i aconfessional fundat el 1922.
  - HASI, embrió polític d'HB, dissolt el 1992 i integrat a KAS.
  - Partit Comunista de les Terres Basques (EHAK), fundat el 2002.
- Sindicats:
  - LAB (Comissió Obrera Nacionalista, LAB) sindicat assambleari fundat el 1975.
- Altres organitzacions:
  - Askapena: Són les brigades internacionalistes i solidàries de l'esquerra abertzale, visiten països com Veneçuela, Cuba i Palestina i duen a terme tasques solidàries.
  - Koordinadora Abertzale Sozialista (KAS) considerada l'aparell polític del MANB, els seus membres són els que han dut a terme les negociacions amb el govern espanyol.
  - Gestoras Pro-Amnistía, encarregada de donar suport als presos polítics bascos.
  - Abertzale Sozialista Komiteak (ASK), creat el 1976, que potencia la lluita per l'idioma i els presos.
  - Jarrai, fundat el 1979, secció juvenil, considerada la pedrera de futurs militants d'ETA, molts d'ells avesats en la kale borroka.[1]
  - Egizan secció femenina creada el 8 de març del 1988 com a evolució d'Aizan o Mujeres KAS.
  - Ikasle Abertzaleak, secció estudiantil.
  - Herriko tabernas són tabernes que funcionen com a seus socials del moviment.
  - Etxerat: és una associació de familiars de presos. Les principals activitats de l'organització de l'esquerra abertzale Etxerat, són oferir suport als familiars dels presos i fer campanya per defensar els drets dels presoners i dels seus familiars.
- Premsa:
  - Egin, clausurat sota l'acusació d'apologia del terrorisme.